# Psara bractealis
Psara bractealis là một loài bướm đêm trong họ Crambidae.